# Metal Slug 5
Metal Slug 5 (メタルスラッグ5?, Metaru Suraggu 5) è un videogioco sparatutto "spara e fuggi" sviluppato e pubblicato da SNK Playmore. Noise Factory ha offerto assistenza alla produzione. È uscito nel 2003 per la piattaforma arcade Neo Geo ed è il quinto capitolo della serie Metal Slug.

## Trama
Un gruppo paramilitare, l'Esercito Tolemaico, dietro il quale si nasconde in realtà una setta religiosa, ha rubato un dischetto contenente i dati del Metal Slug. L'obiettivo dei protagonisti sarà quello di distruggere o riprendere possesso del dischetto e di eliminare l'Esercito Tolemaico. Contemporaneamente alcuni bellicosi e primitivi abitanti della giungla, appartenenti anch'essi al gruppo dell'Esercito Tolemaico, dopo aver rinvenuto una misteriosa maschera hanno iniziato a praticare il culto di una potentissima divinità sotterranea (soprannominata Scyther dai fan), che minaccia di distruggere il mondo. Il boss finale del gioco è appunto il demone, un nemico insolito per i canoni di Metal Slug: una volta sconfitto, si ritirerà.

## Modalità di gioco
Metal Slug 5 utilizza per lo più lo stesso gameplay dei titoli precedenti, con l'aggiunta di alcuni nuovi veicoli. La differenza più grande dai titoli precedenti è data dai nemici, che sono totalmente diversi, anche se alcuni loro veicoli sono imitazioni e "restilizzazioni" dell'Esercito della Ribellione nei capitoli precedenti della serie (dato che secondo la trama l'Esercito Tolemaico ha requisito anche i dati relativi alle armi della Ribellione del Generale Morden in possesso dell'esercito regolare); non sono presenti neppure gli alieni. Inoltre si ha l'aggiunta della Slide Move, che rende possibile al giocatore di schivare e spostarsi con una nuova mossa. Per quanto riguarda le armi rimangono gli stessi, tuttavia è stato estromesso il lanciafiamme.
Al contrario del predecessore Metal Slug 4, che riutilizza diverse ambientazioni dei predecessori, Metal Slug 5 presenta fondali completamente nuovi.

## Accoglienza
Metal Slug 5 ha ricevuto recensioni sia contrastanti che positive dalla critica.